# 中山真吾
中山 真吾（なかやま しんご、6月22日 - ）は、日本の男性声優。パワー・ライズ所属。千葉県出身。

## 人物
- 舞台・朗読・リーディング・ライブなどのオーガナイザーとしても活動している。
- 2010年、声優の星野貴紀、小泉豊らと共に声優ユニット「shock hearts!!」に参加・活動していた。
- 2012年 制作団体soulevolutionへ参加・活動。
- 2012年よりLIVE＆EVENT Allianceというライブ・イベントを立ち上げ、企画・制作・運営し、活動。
- 2014年10月より、ターゲット・エンタテインメントによるガールズ・ユニットL.F.O（エルエフオー）Co.プロデューサー就任[1]。2016年Co.プロデューサー辞任。

## 経歴
- ビジュアルスペース俳優養成所第15期（旧ぷろだくしょんバオバブ附属養成所　バオバブ学園第15期）卒
- 劇団ふくわらい 劇団員（2001年 - 2003年9月 退団）
- プロ・フィット声優養成所 第1期卒（2004年4月 - 2005年3月)
- 株式会社トリアス所属（2009年 - 2011年12月31日退所）
- じゃがいも村～声と役者の事務所～所属（2015年7月 - 2016年8月解散）[2][3]
- 株式会社BloomZ預かり所属（2018年9月1日 - 2019年10月31日）

## 出演作品

### 吹き替え
- 大解剖！世界歴史建築ミステリーシーズン３：吹替版」＃１．ナスカの地上絵  ＃２．アルカトラズ島刑務所
- ホスピタル・オブ・ザ・デッド〜閉ざされた病院〜（ロバート、ジェームズ）
- ビンテージ・ラブ〜弟が連れて来た彼女〜」（BARの男、男1）
- Netflix「Travelers シーズン２」(患者６）
- ドント・スリープ　蘇る悪夢

### ゲーム(アプリゲーム/遊技機含む)
- PC「闇色の魔珠」（アドナイ）

- アプリゲーム「天地の如く　激乱の三国志」（魏延）
- アプリゲーム「三国天武」（神射黄忠、蛮王孟獲）
- アプリゲーム「成り上がり～華と武の戦国」（上杉謙信、塚原卜伝、島左近）
- PS Vita「黒蝶のサイケデリカ」（主人公の父　ほか）
- PSP「エンケルトビレット」（ニチオ会長　ほか）
- アプリゲーム GRENGE『乱れ撃ちRPG ノブナガストライク』（前田利家、真田十勇士兄　ほか）
- パチンコ「CR 烈火の炎」（虚空、戒）

- PC・PSP・Vita・PS3「戦極姫3〜天下を切り裂く光と影〜」（宇喜多直家、池田盛周　ほか）
- PS2「龍が如く 」（翔太）

### ドラマCD(音声アプリ含む）
- NicoBox「妄想バレンタイン」（年上男性)
- 「新撰浪漫 －愛染桜ー」（山南敬助）
- 「新撰浪漫 －徒 桜ー」（山南敬助）
- 近藤佳奈子『ｆraction』ドラマパート前編・後編（博士）

- よみきき「ネイロハイイロ前・後編」（影）
- よみきき「輪廻－まわりつづける－」（男2）
- 「天使祝詞」（誘拐犯B）
- 「活動音劇　探偵青猫」
- 「SNAKE DEAD VOL.1」（兵士 C）
- 「THE UNSUNG TRUTH」（神父、リングアナB）

### ラジオ
- webラジオ「SHOCK WAVE（仮）」（パーソナリティ）
- webラジオ「ラジオ！ちょっと通りアス！！」（パーソナリティ）

### ナレーション
- AKB48ザ・ミュージックビデオ「AKBがいっぱい」TV-CM
- ユナイテッドシネマ浦和「映写室体験ツアーへようこそ!」

### 映像
- NHKソフトウェア「ミッションR3　-悪質商法　撃退作戦-」
- スカイパーフェクTV EXエンタテインメント「ドラコン」
- 日本テレビ 「からだ元気科」

### 舞台
劇団ふくわらい
- 「母の干し柿」（清之助、安藤国広）
- 「病上手の死に下手」（当麻）
- 「天神様の細道じゃ！！」（赤木慎太郎）
- 「まほろばの唄」（栄二郎）

その他の舞台
- 「ブンナよ木からおりてこい」
- 「ゴースト」
- 「HOTARU」
- 「女学者」
- 「赤い蝋燭」

### 朗読
LKVIプロデュース
- リーディングシアター第1回「ホス探へようこそ」（茜）
- リーディングシアター第2回「ホス探へようこそ episode2」（茜）
- リーディングシアター第3回「ホス探へようこそ FINAL」（茜）

劇・火星開発事業団
- 朗読劇「左の腕」（稲荷の麻吉）
- 朗読劇「神隠し」（語り、忠吉）

Project Hermit
- 「図書室のネヴァジスタ －THE FOOL－Reading Live」（茅晃弘）

Shock Hearts!!
- Shock Hearts!! 1st shock GODシステム -進化促進機関- 「アカシア」（若者）
- Shock Hearts!! 2nd shock「SIMPLE」（男）
- Shock Hearts!! 3rd shock「Drop」（九龍咬巳、大門）
- Shock Hearts!! 4th shock「マッチバイヤー MISAWA」(木佐京一朗、殿様、ゴロツキC）
- Shock Hearts!! 5th shock「TES.the testament tester」（藤堂明彦）
- Shock Hearts!! 6th shock「oreyade」（中山）
- Shock Hearts!! 7th shock「1部:銀河旋律[－舞台－]」
- Shock Hearts!! 7th shock「2部:広くて素敵な宇宙じゃないか[－舞台－]」
- Shock Hearts!! 8th shock「Drop」（九龍咬巳、大門、別府）「M＆N」(中原) 「勇者Lv99」(兵士)

EVENT&LIVE Alliance
- Alliance ReadingLive vol.0～vol.19

### MUSIC VIDEO
- MGP　New Album「Force」プロモーションCM（謎の男/ナレーション/声の出演）

## 音響ディレクター
- PC「BALDR　HEART　EVE」
- PC「BALDR　HEART」
- PC/PS Vita/PS3/PS4「リプキス」